# Salifou Fatimata Bazèye
Salifou Fatimata Bazèye (* 29. April 1951 in Zinder; geborene Fatimata Bazèye) ist eine nigrische Richterin.

## Leben
Salifou Fatimata Bazèye studierte an der École nationale de la magistrature in Frankreich. In Niger war sie als Generalprokuratorin, danach als Substitutin und Beisitzerin des Präsidenten der Kammer für Finanzkontrolle tätig. 2005 wurde sie als Richterin an den Obersten Gerichtshof Nigers berufen. Sie widersetzte sich erfolgreich dem Druck der Regierung von Premierminister Hama Amadou, streikende Richter zu versetzen. Dennoch akzeptierte die Regierung 2007 ihre Nominierung für einen der für Juristen reservierten Sitze im Verfassungsgerichtshof. Der Verfassungsgerichtshof wählte sie zu seiner Präsidentin.
Als sich Staatspräsident Mamadou Tandja 2009 entgegen der geltenden Verfassung um eine dritte Amtszeit bemühte, fand er in Salifou Fatimata Bazèye eine vehemente Gegnerin. Unter ihrem Vorsitz fällte der Verfassungsgerichtshof zwei einstimmige Urteile, die gegen Tandjas Vorhaben gewandt waren. Die erste, nicht bindende Entscheidung vom 8. Mai 2009 stand im Zusammenhang mit der Vorbereitung eines Misstrauensantrags der Nationalversammlung gegen den Staatspräsidenten wegen Hochverrats. Die zweite, auf den 12. Juni 2009 datierte Entscheidung war bindend: Der Verfassungsgerichtshof annullierte ein Dekret des Staatspräsidenten bezüglich der Einberufung eines Wahlkollegiums für das Verfassungsreferendum vom 4. August 2009, mit dem Mamadou Tandja die Verfassung zu seinen Gunsten ändern wollte. Tandja übte vergebens Druck auf den Verfassungsgerichtshof aus, seine Entscheidung zu widerrufen. Als dies nichts fruchtete, löste er ohne entsprechende rechtliche Grundlage den Verfassungsgerichtshof auf. Die daraus resultierende Verfassungskrise untergrub die Legitimität seiner Herrschaft stark. Tandja wurde im Februar 2010 gestürzt. Der Oberste Rat für die Wiederherstellung der Demokratie ernannte Salifou Fatimata Bazèye zur Präsidentin des Verfassungsrates, der die rechtlichen Rahmenbedingungen für die Rückkehr zu einer demokratisch legitimierten Ordnung schuf, die mit den Präsidentschaftswahlen vom 31. Januar 2011 ihren Abschluss fand.
Salifou Fatimata Bazèye ist mit einem hohen Finanzbeamten verheiratet und hat mehrere Kinder.